# 林雅鋒
林雅鋒（1958年— ），中華民國法官，卸任監察委員（任期：103年8月1日至109年7月31日）。考試院第十一屆考試委員、司法院少年及家事廳廳長，以及臺南、基隆、宜蘭、臺東等地方法院院長。

## 少年司法制度調查
- 104年與監察委員孫大川、蔡培村、王美玉共同調查「少年輔育院於少年矯正業務，採以監獄生活管理為主，法務部是否已善盡督導之責，實有深究之必要」[2]，報告指出法務部本應於86年依據「少年矯正學校設置暨教育實施通則」將少年輔育院（監獄性質）改制為少年矯正學校（學校性質），引進專任教師和輔導人員，提供受感化教育的少年更適性的教育，以利他們復歸社會，但法務部延宕許久未予改制。透過本案調查並持續追蹤改制進度，直至108年，法務部終於將2所少年輔育院改制成矯正學校分校[3]。
- 少年觀護所是為收容在少年法庭審理階段中的非行少年而設（監獄性質），原本缺乏鑑別少年心性的功能，於106年調查「目前各矯正機關同時收容少年與成年收容人之情形為何？現行作法是否符合監獄行刑法相關規定及兒童權利公約之精神？因攸關兒少基本人權之維護，有深入瞭解之必要。」[4]、107年調查「臺北少觀所對於違規少年採關入違規房之處罰有何依據？有深入調查之必要」[5] 。108年立法院修正少年事件處理法時，在尤美女等立法委員支持下，參考司法改革國是會議第五組委員的決議[6]，始通過確立少年觀護所應具備鑑別功能（鑑別所性質）[7][8]。

## 彈劾案件統計
至109年4月14日止，通過彈劾案件共計27件，彈劾司法人員共23人，其中法官4人、檢察官3人、少年保護官3人、獄政人員13人。

## 重要著作
在監察委員任內，利用公暇之餘，撰寫期刊、專書發表：
- 淺談公務員懲戒法新法--兼論公務員違法兼職如何適用新法第2條，人事行政，105年7月[10]。

- 少年司法的理論與實務—從國際公約人權規範的角度出發（專書），新學林出版，109年4月[11]。